# Ludwig Hofbauer

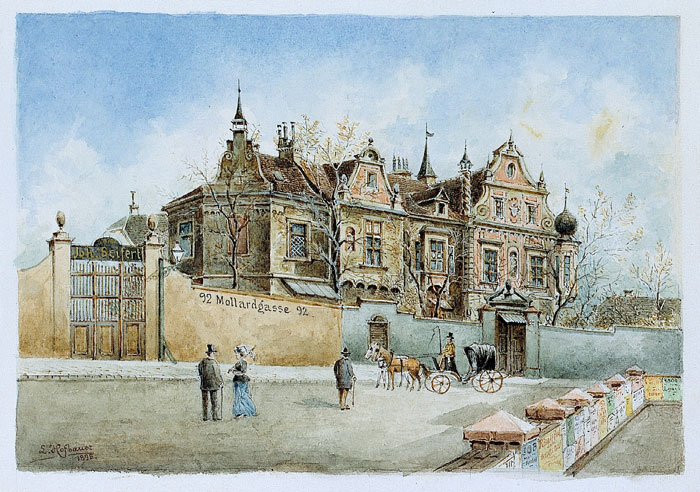
Amerlingschlößl Mollardgasse 92

Ludwig Hofbauer (* 5. August 1843 in Wien; † 15. Juli 1923 ebenda) war ein österreichischer Vedutenmaler und Grafiker. Hofbauer erlernte die Aquarellmalerei, Zeichnen und Grafik als Autodidakt. Er schuf hauptsächlich Vedutenbilder von Alt-Wien und Ansichten historischer Baudenkmäler aus Niederösterreich. Viele seiner Werke erschienen in Form von Postkarten.